# Górki (gmina w województwie warszawskim)
Górki – dawna gmina wiejska istniejąca do 1954 roku w woj. lubelskim/warszawskim. Siedzibą władz gminy były Górki.
Gmina powstała w czasie I wojny światowej w powiecie konstantynowskim z wewnętrznych części gmin:
- Chlebczyn (Chłopków, Drobnik, Górki, Hruszniew, Kuczanka, Ostromęczyn, Pasieka, Szydłolas), po czym gmina Chlebczyn zmieniała nazwę na gmina Sarnaki;
- Czuchleby (same Czuchleby), po czym gmina Czuchleby zmieniała nazwę na gmina Świniarów;
- Kornica (Czeberaki, Falatycze, Szpaki); równocześnie okrojoną gminę Kornica zrekompensowano przez przyłączenie do niej zachodniej części gminy Huszlew (Kiełbaski, Kobylany, Rudka i Wygnanki) oraz skrawka gminy Czuchleby;
- Łysów (Puczyce).

W okresie międzywojennym gmina należała do powiatu konstantynowskiego w woj. lubelskim, a po jego likwidacji z dniem 1 kwietnia 1932 roku została włączona do powiatu siedleckiego.
Po wojnie gmina zachowała przynależność administracyjną. 1 stycznia 1949 roku gmina wraz z całym powiatem siedleckim została przeniesiona do woj. warszawskiego. Według stanu z dnia 1 lipca 1952 roku gmina składała się z 14 gromad.
Gmina została zniesiona 29 września 1954 roku wraz z reformą wprowadzającą gromady w miejsce gmin.
Jednostki nie przywrócono 1 stycznia 1973 roku po reaktywowaniu gmin, a z jej dawnego obszaru oraz z obszaru dawnej gminy Łysów utworzono nową gminę Platerów.